# Chironomus mongolheius
Chironomus mongolheius är en tvåvingeart som beskrevs av Sasa och Suzuki 1997. Chironomus mongolheius ingår i släktet Chironomus och familjen fjädermyggor. Inga underarter finns listade i Catalogue of Life.